# 高田ゆき
高田 ゆき（たかだ ゆき、1970年12月8日 - ）は、日本の元グラビアアイドル、元キャンペーンガール。大阪府出身。本名、高田有基。

## 概要
身長163cm、バスト91cm、ウエスト58cm、ヒップ86cm。
ビデオ、写真集では、眼帯ブラとも呼ばれた小さなビキニのトップを着用した。
1991年、ミスオートバックスに選ばれ、中畑清とテレビコマーシャルに出演。また、「ロックンロールラブレター」で歌手デビューした。
1993年、ミス日本、またミス東映太秦映画村に選ばれた。
1995年、サントリー生ビールキャンペーンガール。
引退後は結婚して兵庫県芦屋市に在住。

## テレビ出演
- 1991夏の美女水着物語（1991年、テレビ東京）
- 水着でKISS ME（1992年、テレビ東京）
- 平成就職物語（1992年、テレビ東京）
- 暴れん坊将軍V 第44話「春を呼んだ喧嘩そば! 」（1994年、テレビ朝日） おひさ役
- ウッチャンナンチャンのやるならやらねば!
- TV-DOS
- ギャグ満点
- おはよう朝日です（1995年度、月曜日アシスタント）

やるならやらねばで、水着姿で300万円かけた生クリームプールで泳ぐという、非常にエロチックな事をした。

## 写真集
- キャデラック・ボディ（1991年4月、発行：TIS 発売：ワニブックス、撮影：伊藤隼也）ISBN 4886180132
- YUKI&MIKI KAUAI（1992年12月、スコラ、撮影：横木安良夫）ISBN 978-4796200943・・・実妹の高田みきとの写真集。史上初の姉妹写真集と銘打たれた。

## ビデオ
- セクシーハリケーン　1991年6月　大陸書房　30分
- 高田ゆきのぷるぷる大作戦　1991年　キングレコード　30分
- 高田ゆき　1993年　スコラ　30分
- 難波金融伝　ミナミの帝王3　金貸しの条件